# Приход колдуна на крестьянскую свадьбу
«Прихо́д колдуна́ на крестья́нскую сва́дьбу» — картина русского художника Василия Максимова (1844—1911), оконченная в 1875 году. Принадлежит Государственной Третьяковской галерее (инв. 585). Размер полотна — 116 × 188 см (по другим данным — 117,7 × 189,8 см). На картине изображён эпизод крестьянского свадебного пира, радостное течение которого нарушает неожиданное появление запорошенного снегом сельского колдуна.
Картина «Приход колдуна на крестьянскую свадьбу», над которой Максимов работал в 1871—1875 годах, была представлена на 4-й выставке Товарищества передвижных художественных выставок («передвижников»), открывшейся в Санкт-Петербурге в феврале 1875 года. Произведение Максимова произвело хорошее впечатление — в частности, критик Адриан Прахов писал, что картина «задумана и создана так, как если бы создала её народная фантазия». Прямо с выставки полотно было приобретено у художника Павлом Третьяковым. В 1878 году картина «Приход колдуна» была включена в состав российской экспозиции на Всемирной выставке, проходившей в Париже.
Критик Владимир Стасов писал, что «Приход колдуна» — глубокая и талантливая картина «деревенской веры и того обихода мысленного, чем поколения века живут у себя, по далёким деревням»; по его мнению, это «лучшее, важнейшее и значительнейшее» из того, что создал Максимов. Этнограф Сергей Токарев отмечал, что в этом произведении художнику «удалось чрезвычайно выразительно и метко передать те смешанные чувства суеверного страха, тревоги перед лицом некоей нездешней силы, но вместе с тем и почтения, которые вызывает у всех личность старого колдуна, неожиданно появившегося среди свадебного веселья…». Искусствовед Дмитрий Сарабьянов считал картину «Приход колдуна на крестьянскую свадьбу» лучшим произведением Максимова и писал, что это полотно принесло его автору всеобщую известность и выдвинуло его «в первые ряды русских художников-реалистов».

## История

### Предшествующие события и работа над картиной
С 1862 года Василий Максимов учился в Академии художеств, сначала в качестве вольнослушателя, а затем, в 1863—1866 годах, в классе исторической живописи, где его наставниками были Фёдор Бруни, Тимофей Нефф, Алексей Марков и Пётр Шамшин. В 1864 году за картину «Больное дитя» («Деревенская сцена») Максимов был удостоен малой золотой медали. Отказавшись от участия в конкурсе за большую золотую медаль, в 1866 году он вышел из Академии с аттестатом классного художника 3-й степени. В том же 1866 году художник переехал в деревню Шубино, расположенную в Корчевском уезде Тверской губернии, где работал учителем рисования в имении графов Голенищевых-Кутузовых. В январе 1868 года Максимов обвенчался с Лидией Александровной Измайловой, а в июне того же года он с женой поселился в деревне Чернавино, входившей в состав Новоладожского уезда Санкт-Петербургской губернии. Сам Максимов происходил из крестьянской семьи — он был родом из деревни Лопино того же уезда, что и Чернавино.

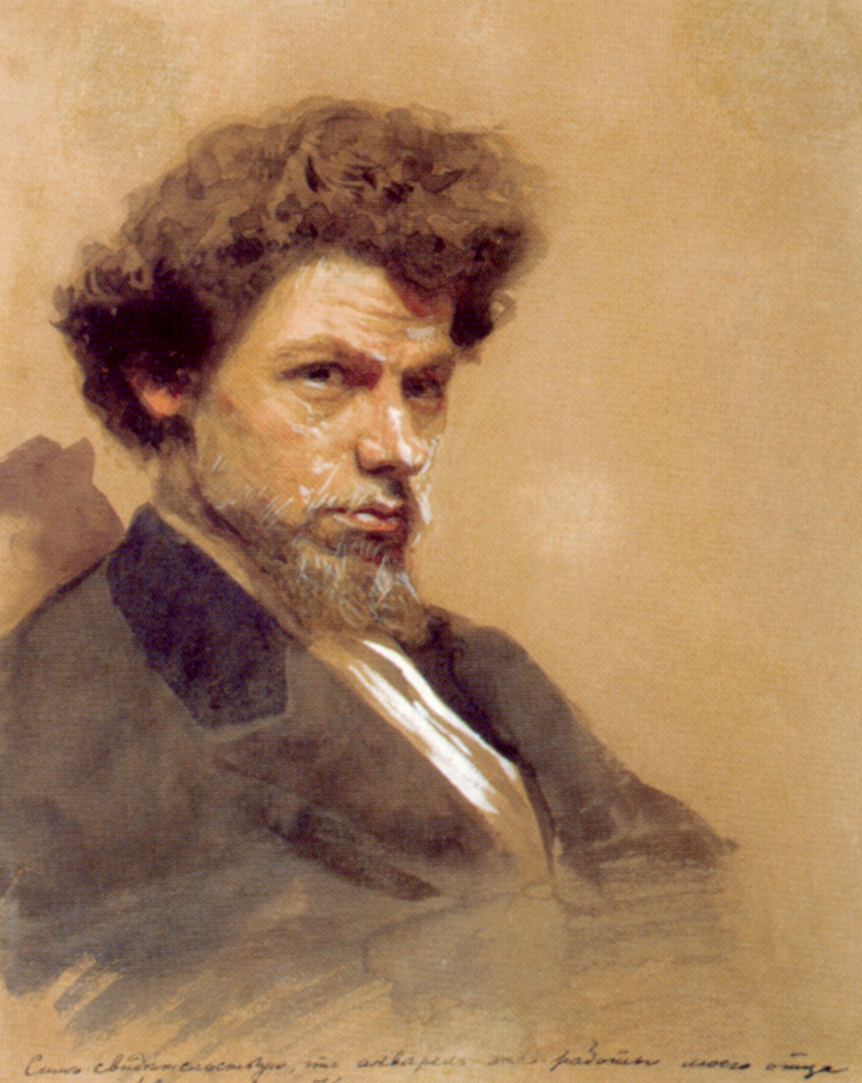
И. Н. Крамской. Портрет В. М. Максимова (1878, ГРМ)

В 1870 году за картины «Бабушкины сказки» (1867, ныне в ГТГ), «Мечты о будущем» (1868, ныне в ГРМ), «Сборы на гулянье» (1869, ныне в ГМИ Казахстана) и «Старуха» (1869, ныне в ГТГ) Максимову было присвоено звание классного художника 1-й степени. По мнению архитектора Риммы Алдониной, такие работы, как «Сборы на гулянье», можно рассматривать в качестве подготовительных этапов на пути к большому произведению «Приход колдуна на крестьянскую свадьбу», непосредственная работа над которым была начата в 1871 году.
Осенью 1870 года Максимов возвратился из Чернавина в Санкт-Петербург. Напряжённая работа в деревне отрицательно сказалась на здоровье художника, и он проболел всю зиму 1870/1871 годов. По совету врача для укрепления здоровья весной 1871 года Максимов отправился на юг — в Киев; его спутником в этом путешествии был художник Виктор Васнецов. Во время поездки Максимов много рисовал, его интересовали «народные типы», которые он находил в окрестных деревнях и сёлах, а также среди богомольцев в Киево-Печерской лавре. Обратно в Санкт-Петербург художник вернулся осенью 1871 года, а ближе к зиме того же года опять поехал в Чернавино.

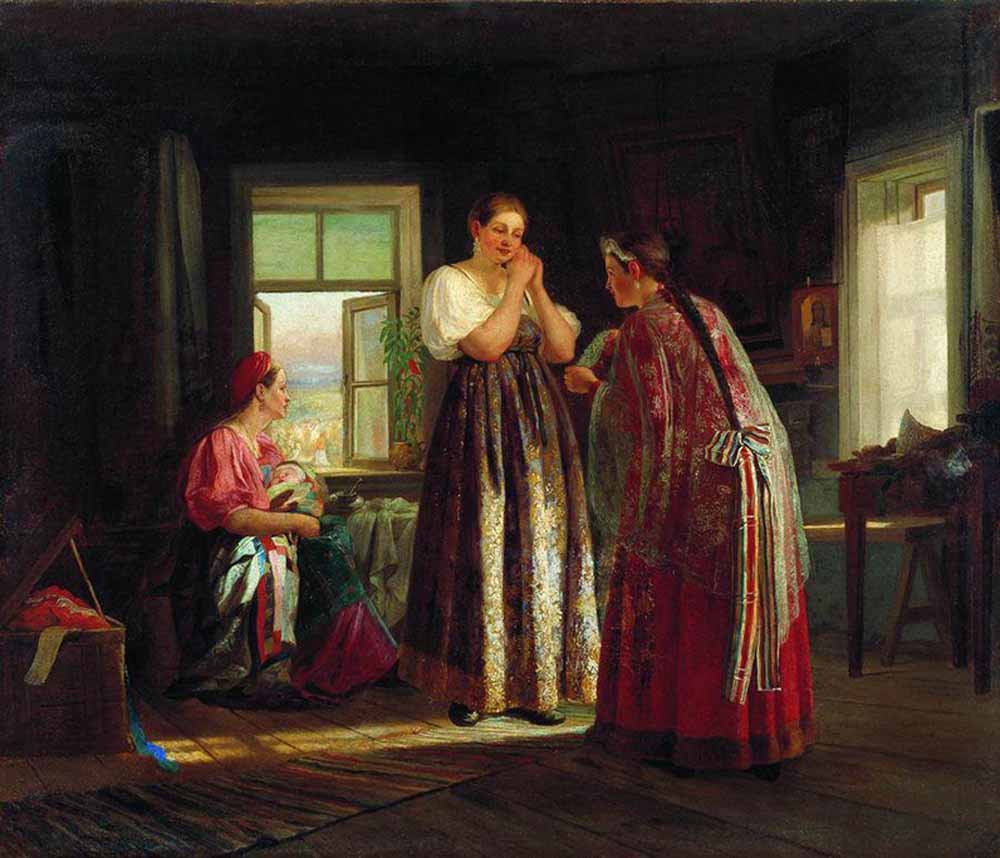
В. М. Максимов. Сборы на гулянье (1869, ГМИ Казахстана)

Работая в деревне, художнику было легче находить крестьян-натурщиков для персонажей будущего полотна «Приход колдуна на крестьянскую свадьбу». Кроме того, необходимость работы в деревенском доме была обусловлена отсутствием средств для того, чтобы снять мастерскую в городе, в которой было бы достаточно места для работы над большой картиной. Однако деревенская изба, в которой жил Максимов, была холодной и тёмной, плохо подходящей для работы над полотном. Художник писал: «Плохо то, что частенько приходится с паклей в руках проводить по целым дням около стен, — везде дует ветер, холод нещадный в моей горнице. Уж, видно, такова судьба моих ателье; приходится около них возиться больше, чем с картинами, а что поделаешь?».
В начале 1870-х годов началось сближение Максимова с «передвижниками» — членами Товарищества передвижных художественных выставок (ТПХВ), первая выставка которого открылась 29 ноября 1871 года. В ноябре 1872 года он был избран членом Товарищества. Сообщая об этом своей жене в письме от 28 февраля 1873 года, Максимов писал, что он был «принят в действительные члены Товарищества за картину „Семейная молитва“ и принят единогласно, всё это очень приятно». В том же письме художник сообщал, что Товарищество призывало его как можно скорее закончить работу над «Приходом колдуна». Впоследствии писатель Владимир Порудоминский отмечал, что «Максимов был, наверное, самый крестьянский художник из всех передвижников».
Во время работы над картиной Максимов часто советовался с крестьянами и принимал во внимание их критику. Художник Илья Репин писал, что Василий Максимович до тех пор не считал своей картины законченной, «пока она не была совершенно одобрена» крестьянами. В качестве примера Репин приводил рассказанный Максимовым диалог: «— Нет, постой, постой, а это? — спрашивает бойкий сосед. — Кто? — „Дру́жку“ мнил тут посадить. — Что ты, что ты! Разве ему это место? Тут надо кого постарше, не сватов посадить. Опять же дру́жка у тебя млад — неопытен. Да и не боек — скучноват обличьем… Гли-ко, вот покажу тебе дру́жку. Вишь, какая весёлая, широкая рожа! Да его всегда и берут на свадьбы: балагур, весельчак…» После этого следует общий хохот, и «излюбленный „дру́жка“ изъявляет полное желание посидеть для картины».
Тем не менее работа над картиной «Приход колдуна» продвигалась очень медленно. Бывали периоды, когда Максимову нравилось состояние полотна, — например, в письме к жене от 28 февраля 1873 года он писал, что «теперешнюю картину мою находят с технической стороны лучшею из всех ныне написанных» и «из неё может выйти в самом деле вещь недурная». Временами художник был недоволен результатом своего труда: в частности, в письме к жене от 28 октября 1874 года он писал: «В последнюю неделю дело моё идёт особенно скверно, вперёд ни на шаг, что ни писал, всё сегодня счистил ножом, хочется лучше сделать…», «…уверенность с каждой неудачей пропадает, впереди предстоит едва ли не самая большая трудность, управляться со светом легче, чем с тенью, — теперь за ней черёд». Как бы то ни было, в письме к жене от 11 декабря 1874 года, написанном незадолго до своего возвращения в Санкт-Петербург, Максимов был более оптимистичен: «Если пойдёт удачно фигура колдуна и другая, средняя, с которой я никак не могу поладить, то я приеду ещё скорее. Мне остаётся написать всего четыре фигуры, из коих я одну сегодня почти совершенно кончил — это балалаечник…»

### 4-я передвижная выставка и продажа картины
Картина «Приход колдуна на крестьянскую свадьбу» (под более коротким названием «Приход колдуна на свадьбу») экспонировалась на 4-й выставке Товарищества передвижных художественных выставок («передвижников»), открывшейся 27 февраля 1875 года в Санкт-Петербурге, а в апреле того же года переехавшей в Москву. Полотно получило хорошие отзывы зрителей и критиков. В частности, в статье художественного критика Адриана Прахова, опубликованной в журнале «Пчела» (№ 10 за 1875 год), по поводу картины Максимова было написано: «Типы взяты в высшей степени удачно. Эти простые люди, при всей ограниченности их существования, так человечны, что невольно любишь их, переселяешься к ним за стол и сам рад участвовать в этом пире». Завершая описание картины, автор статьи отмечал, что «главное её достоинство в искреннем, правдивом отношении к изображаемой среде, или, лучше сказать, в том, что она задумана и создана так, как если бы создала её народная фантазия».
Обсуждая представленные на выставке картины, в письме к Павлу Третьякову от 12 марта 1875 года художник Иван Крамской писал: «Максимов решился обсыпать снегом своего колдуна в изобилии, и от этого дело только улучшилось значительно. По моему мнению, ему не нужно больше ничего трогать, исключая балалаешника, да, пожалуй, ещё (и то кстати) лицо самого хозяина, чтобы сделать лицо его немножко более видным». Прямо с выставки полотно было приобретено у автора Павлом Третьяковым — по всей видимости, это произошло вскоре после письма Крамского, поскольку в письме к Третьякову от 22 марта художественный критик Владимир Стасов писал: «Поздравляю Вас с покупкой картины Максимова, по-моему, это одна из примечательнейших русских картин, особенно по выбору сюжета…» Одобрительно высказался о покупке полотна и художник Павел Чистяков, который в письме к Третьякову от 14 апреля 1875 года писал: «Хорошую картину Вы купили у Максимова… За Максимова я радуюсь. Он ступил на тропу художника…»
В течение некоторого времени после того, как картина была продана, она оставалась у Максимова. В письме к Павлу Третьякову от 11 апреля 1875 года художник писал, что по окончании выставки он «сделал необходимые поправки», подробно описывая произведённые им действия: «Белок, которым покрыта была картина, смыт дочиста. Снег на колдуне прописал, голову балалаечника я сделал светлее, хотя не изменил типа, для перемены типа надо было задержать картину на неопределённое время, что в настоящую пору сделать нельзя. Когда картина была слабо протёрта лаком, то даже не оказалось надобности поправлять голову белокурого мужика, что в середине картины…» По-видимому, произведённая художником доработка удовлетворила покупателя, поскольку в письме к Третьякову от 25 апреля 1875 года Максимов писал: «Весьма рад, что картину мою Вы нашли удовлетворительной, хотя говоря по справедливости, в ней есть места, которые едва выносит мой глаз».

### Последующие события

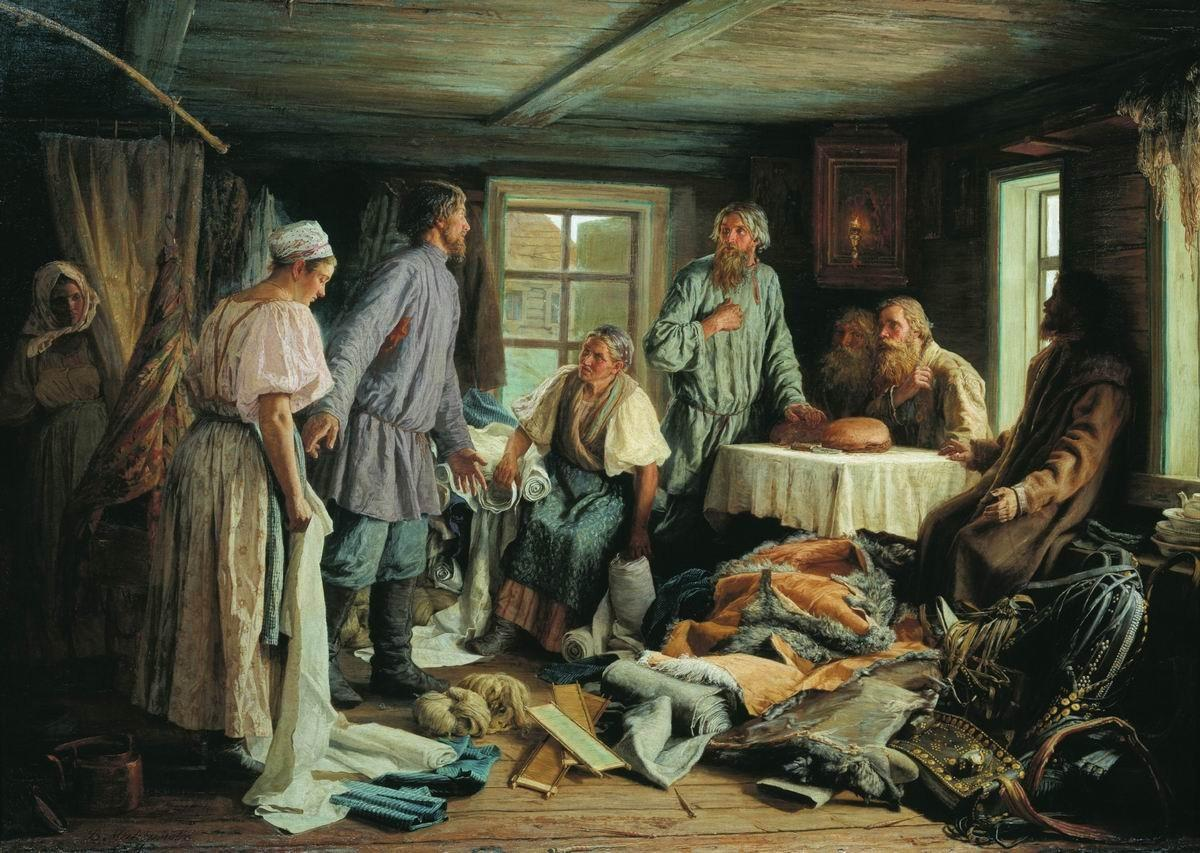
В. М. Максимов. Семейный раздел (1876, ГТГ)

В 1878 году две картины Василия Максимова — «Приход колдуна на крестьянскую свадьбу» и «Семейный раздел» (1876) — экспонировались в отделе русского искусства на Всемирной выставке в Париже. Незадолго до этого в Санкт-Петербурге состоялась «Выставка художественных произведений, назначенных для Парижской всемирной выставки», на которой первое из этих полотен было представлено под названием «Приход колдуна на свадебный пир». В каталоге парижской выставки оно фигурировало под французским названием «Arrivée d’un devin à une noce villageoise» (B. M. Maximoff). Американский скульптор Уильям Стори в своём отчёте о парижской экспозиции писал, что в картине «Приход колдуна» присутствует «огромная сила и естественность». 4 ноября 1878 года за картины «Приход колдуна» и «Семейный раздел» Академия художеств присвоила Максимову звание академика.
Картина «Приход колдуна на крестьянскую свадьбу» также входила в экспозицию Всероссийской промышленно-художественной выставки 1882 года, состоявшейся в Москве. В 1971—1972 годах полотно принимало участие в выставках «Передвижники в Государственной Третьяковской галерее» (Москва) и «Бытовая живопись передвижников» (Ленинград, Киев, Минск), приуроченных к столетию ТПХВ. В 1983—1984 годах картина экспонировалась на проходившей в Москве выставке, посвящённой 225-летию Академии художеств.

## Описание
Сюжет картины «Приход колдуна на крестьянскую свадьбу» был связан с детскими воспоминаниями художника о женитьбе его старшего брата: «Молодые стояли в красном углу, оба очень красивые, все любовались ими… Вдруг вошёл какой-то человек с собакой и, не снимая шапки, стоял у порога. Все гости переглянулись и шептали друг другу: „Колдун, колдун пришёл“. Тогда дядя встал и громко сказал: „Колдун, подойди сюда, выпей за здоровье молодых и не мешай пировать“. Поднесли колдуну чарку, сунули ему в руку какую-то монету, и колдун исчез со своей собакой».
На картине изображён эпизод крестьянской свадьбы. В красном углу, у икон, стоят новобрачные, рядом с ними находятся родители невесты, священник и другие крестьяне. У концов стола сидят дру́жки с перекинутыми через плечо шитыми полотенцами, подаренными им невестой. Радостное течение свадебного пира нарушает неожиданное появление запорошенного снегом сельского колдуна. Тревожное состояние присутствующих выражено движением их фигур — кто-то встал, кто-то повернулся к колдуну, кто-то смотрит на реакцию новобрачных. Всю сцену можно разбить на два композиционных центра — одна группа с женихом и невестой, к которой относятся и другие крестьяне, собравшиеся вокруг стола, и другая группа, которая включает колдуна, подносящих ему хлеб-соль хозяев дома, а также балалаечника и девушку справа от него. Фигуры расположены так, что главные персонажи не заслоняются второстепенными, а чётко выявляются (в том числе с помощью подходящего освещения) в умело построенной художником сцене.
Фрагменты картины «Приход колдуна на крестьянскую свадьбу»
Наиболее сильно испуг от прихода колдуна выражен в облике невесты, юное лицо которой «полно очарования». Она одета в красный свадебный костюм с жёлтыми кисточками, на голове у неё — кокошник, обшитый жемчугом. Критик Адриан Прахов в 1875 году писал: «Невеста, чисто русская и даже не красавица, так целомудренно, так девственно проникнута и торжественностью события, и минутной тревогой, что, взглянув на неё, нельзя её не полюбить». Её своеобразное лицо с немного приподнятыми скулами вносит в картину особую поэтичность и новизну. Искусствовед Александр Замошкин называл образ невесты «подлинным открытием художника». По словам искусствоведа Галины Васильевой-Шляпиной, «этюдально трактуя национальный облик и характер, художник утверждает новое понимание женской красоты в образе главной героини картины». Невесту пытается успокоить её мать, шепча ей утешительные заклинания. Жених выглядит спокойнее — он с большим вниманием слушает то, что говорит ему священник.
Старые, умудрённые опытом крестьяне без особого беспокойства отнеслись к приходу колдуна, который для них не был неожиданностью, — они знают, что от него можно откупиться подарками, «для него готовы и хлеб-соль, и деньги, и вино». Отец невесты — седобородый крестьянин по правую руку от молодых — продолжает спокойно сидеть за столом, а находящиеся напротив него старик со старухой даже не повернулись в сторону непрошеного гостя. Характерными чертами отца невесты являются «особая степенная мудрость русского человека и спокойствие, граничащее с величавостью». Девушка в отделанном жемчугом головном уборе, стоящая за его спиной, — по-видимому, сестра новобрачной.
В правой части полотна изображён только что вошедший в избу колдун. Он в шубе и шапке, его одежда покрыта снегом. К поясу колдуна привязаны лычки, которыми, согласно поверью, можно «завязывать зло». По словам Адриана Прахова, «если бы даже и не знать, что новый гость — колдун, по одному его лицу и по его одежде, по всеобщей тревоге, сопровождающейся невольным уважением, вы тотчас же чувствуете, что вошло что-то важное, мистическое, сверхъестественное». Встречают колдуна хозяева дома — родители жениха: мать поднесла ему каравай хлеба на блюде с полотенцем, а отец стоит рядом с ней.
Персонажи картины «Приход колдуна на крестьянскую свадьбу»
Исследователи творчества Максимова отмечали, что в картине «Приход колдуна на крестьянскую свадьбу» практически все лица были портретными изображениями конкретных крестьян. В монографии о жизни и творчестве Максимова искусствовед Алексей Леонов писал, что художник находил свои образы в реальной жизни и, вероятно, «мог бы рассказать о каждом из своих героев всю историю его жизни, обрисовать его характер и поступки». В частности, в письме к своей жене от 15 октября 1874 года Максимов писал: «…Немалая задача приискания натурщиков для двух отцов и колдуна. Степана Лис[ина] я сделаю невестиным отцом, а женихова отца пишу в других деревнях, вчера начал с Лобазина, но никуда не годится, сегодня счистил, и так постоянно вожусь с одним и тем же делом несколько раз». В своих воспоминаниях Маргарита Ямщикова (псевдоним — Ал. Алтаев) рассказывала, что она знала многих натурщиков и натурщиц Максимова; в частности, по её словам, для попа в «Приходе колдуна» позировал охотник Крячок.
Фольклорист и этнограф Эрна Померанцева в статье «Художник и колдун», опубликованной в 1973 году в журнале «Советская этнография», приводит ряд аргументов в пользу того, что прототипом изображённого на картине Максимова колдуна был Григорий Семёнович Шабара, которого художник знал с начала 1870-х годов. Сохранились записи Максимова, в которых он описывал внешний вид Шабары, а также передавал историю их знакомства и содержание их бесед. В частности, один из эпизодов, рассказанных Шабарой, содержал описание того, как он неожиданно явился на свадьбу и как родители жениха поднесли ему «почтенные подарки: на шитом полотенце хлеб-соль, шейный платок, а сверх всего рублёвка».

## Этюды, эскизы и повторения

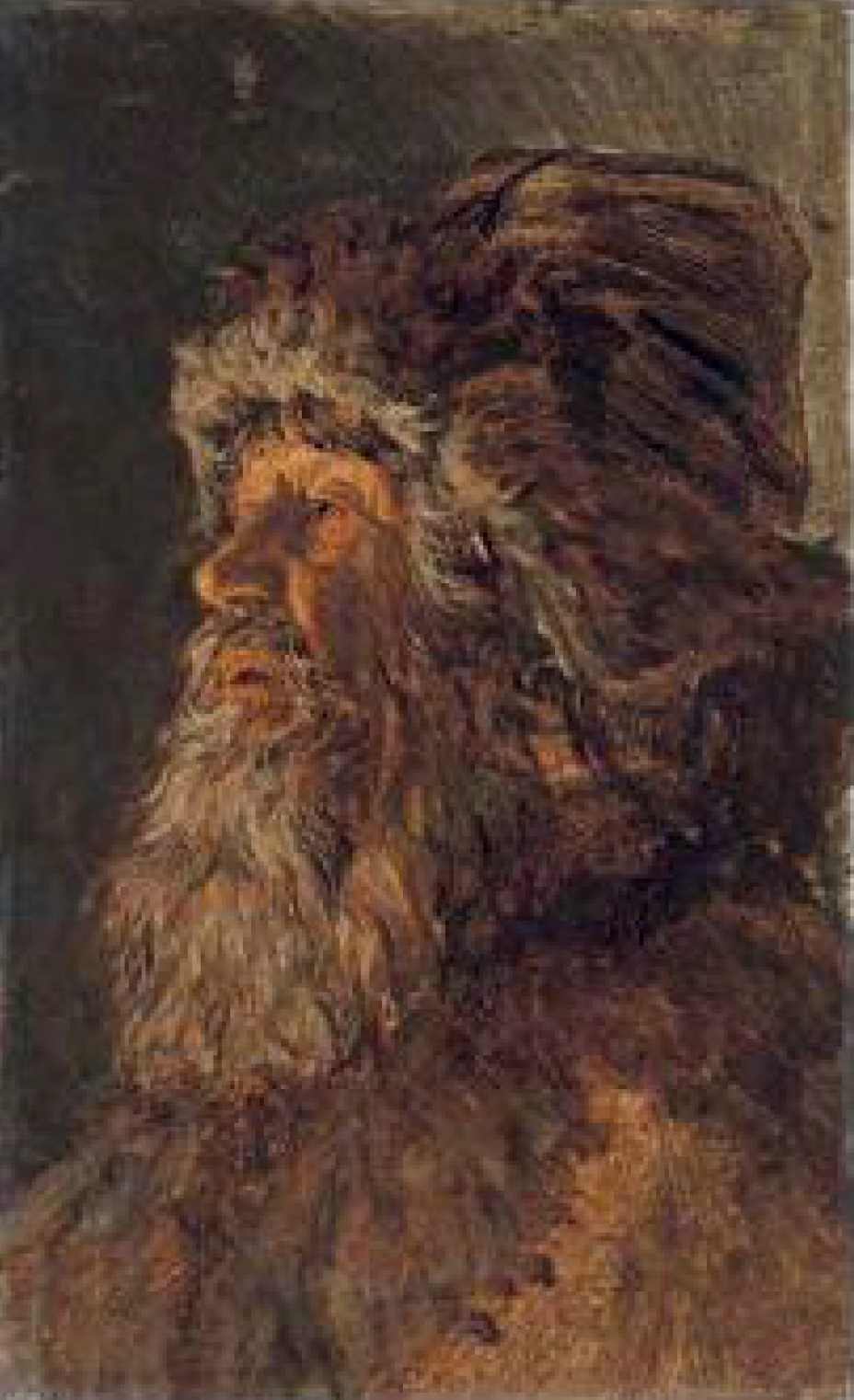
Голова колдуна (этюд, 1875, ГРМ)

Два одноимённых эскиза к картине «Приход колдуна на крестьянскую свадьбу», датированные 1874 годом, хранятся в Государственной Третьяковской галерее. Один из них (холст, масло, 43,7 × 67,5 см, инв. 9370) с начала 1890-х годов был в собрании И. Е. Цветкова, поступил в 1927 году через Государственный музейный фонд из Цветковской галереи. Другой эскиз (холст, масло, 37,3 × 62 см, инв. 11109) был приобретён у автора И. С. Остроуховым и поступил в 1929 году из Музея Остроухова.
В собрании Государственного Русского музея хранится живописный этюд «Голова колдуна» (1875, холст на картоне, масло, 29,7 × 18 см, инв. Ж-1290), который был подарен музею в 1912 году императором Николаем II (в каталоге 1980 года указывалось, что этот этюд поступил в собрание от Л. А. Максимовой). По некоторым данным, этюд был приобретён на посмертной выставке произведений Максимова, состоявшейся в 1912 году.
Помимо этого, в Третьяковской галерее хранятся графический эскиз картины «Приход колдуна на крестьянскую свадьбу» (бумага, сепия, графитный карандаш, 21 × 33,5 см, инв. 7292) и графический этюд «Колдун» (бумага, сепия, графитный карандаш, инв. 7281).
Максимов также сделал два графических повторения картины, которые хранятся в собрании Третьяковской галереи: сепию (1875, 41,2 × 60 см) и рисунок, выполненный тушью и пером для иллюстрированного каталога выставки 1882 года (25,5 × 41,5 см, инв. 7283). Впоследствии художник написал несколько авторских повторений картины, одно из которых (холст, масло, 33,5 × 52,5 см, 1895) находится в Государственном музее-заповеднике «Зарайский кремль».
Эскизы картины «Приход колдуна на крестьянскую свадьбу»

## Отзывы
В опубликованной в 1883 году статье «Двадцать пять лет русского искусства» художественный критик Владимир Стасов отмечал, что Василий Максимов написал «немало маленьких картинок из жизни крестьянского и среднего сословия». Тем не менее, по словам Стасова, «лучшее, важнейшее и значительнейшее, что он сделал на своём веку, — это картина „Приход колдуна на крестьянскую свадьбу“». По мнению критика, «Приход колдуна» — это глубокая и талантливая картина «деревенской веры и того обихода мысленного, чем поколения века живут у себя, по далёким деревням». Обсуждая более поздние произведения художника, Стасов писал, что «после этой чудесной картины (к несчастью, несколько чёрной по колориту), Максимов не написал уже ни одной, равняющейся ей по ширине и многообъемлющей правдивости и юмору».

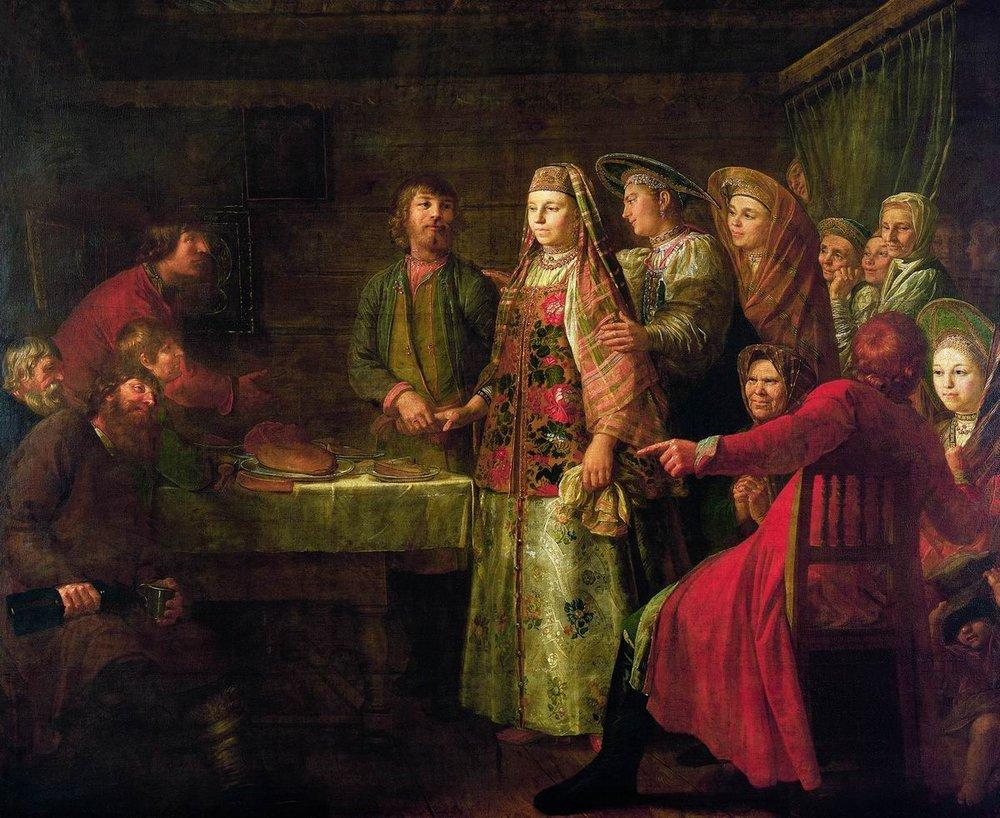
М. Шибанов. Празднество свадебного договора (1777, ГТГ)

Художник и критик Александр Бенуа в книге «История русской живописи в XIX веке», первое издание которой вышло в свет в 1902 году, писал, что в середине 1870-х, когда появились картины Максимова «Приход колдуна на крестьянскую свадьбу» и «Семейный раздел», «успех его был огромный», и критика ставила его «рядом с самыми блестящими из передвижников». По словам Бенуа, бытовые произведения Максимова «изображают действительность почти в чистом виде» и практически не навязывают зрителю личное мнение художника, при этом сложные сцены «имеют характер не случайных фотографических снимков, но типичных бытовых документов».
Отмечая, что в картине «Приход колдуна на крестьянскую свадьбу» Максимов «достиг своего творческого апогея», искусствовед Александр Замошкин писал, что созданные художником образы крестьян «цельны и поэтичны; это — образы „чистого типа“, ещё не тронутого процессом „раскрестьянивания“». Замошкин отмечал, что «по исключительному пониманию крестьянской жизни и типов» «Приход колдуна» близок к написанному веком ранее полотну Михаила Шибанова «Празднество свадебного договора» (1777, ГТГ) — в обоих произведениях «истинно великорусские типы отмечены оригинальностью, характерностью и выразительностью».

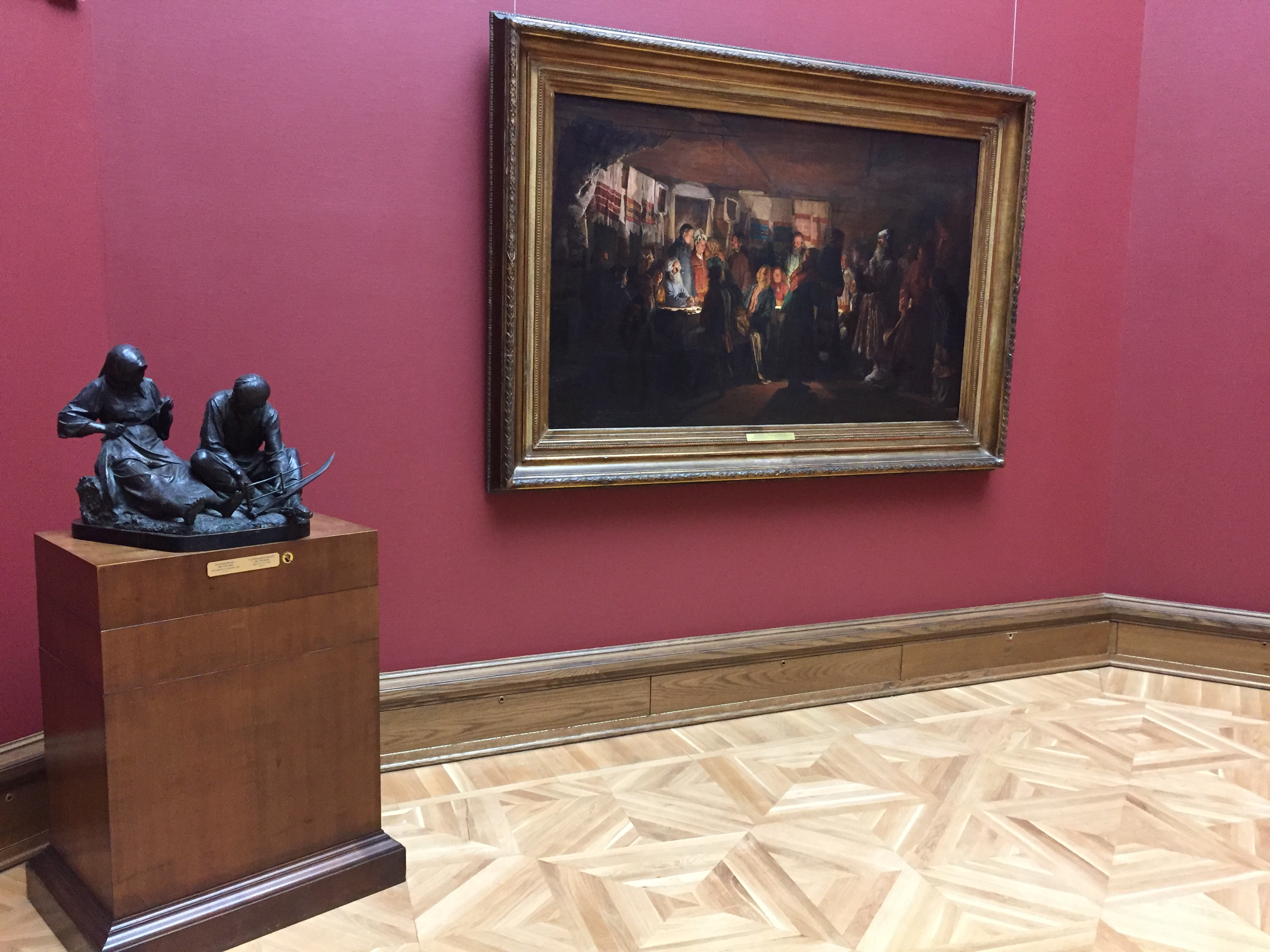
Картина «Приход колдуна на крестьянскую свадьбу» в ГТГ

В монографии о творчестве Максимова искусствовед Алексей Леонов писал, что сила полотна «Приход колдуна на крестьянскую свадьбу» заключена «в её идее, в показе достоинства и глубины чувств простых людей, в той любви к народу, которую вложил в неё художник». По словам Леонова, в этом произведении Максимова в единстве содержания и формы «примат остаётся на стороне содержания», благодаря чему сила воздействия полотна на зрителя «осталась непревзойдённой». Отмечая выразительность, правдивость и проникновенность типажа картины, Леонов писал, что в ней художник изображает «кусок деревенской жизни, скромный обиход деревенских обитателей, их несложный духовный мир с любовью и теплотой чувства».
Исследуя верования восточнославянских народов, связанные с существами и предметами реального мира, этнограф Сергей Токарев отмечал, что в замечательной максимовской картине «Колдун на деревенской свадьбе» художнику «удалось чрезвычайно выразительно и метко передать те смешанные чувства суеверного страха, тревоги перед лицом некоей нездешней силы, но вместе с тем и почтения, которые вызывает у всех личность старого колдуна, неожиданно появившегося среди свадебного веселья…».
Искусствовед Дмитрий Сарабьянов считал картину «Приход колдуна на крестьянскую свадьбу» лучшим произведением Максимова и отмечал, что это полотно принесло его автору всеобщую известность и выдвинуло его «в первые ряды русских художников-реалистов». По словам Сарабьянова, в «Приходе колдуна» Максимов «с большим поэтическим чувством воссоздаёт древние обычаи патриархальной деревни, передавая национальное своеобразие русского крестьянства» и представляя изображённых на полотне крестьян людьми «большого обаяния и красоты» с искренними чувствами, характерами и привычками.

## Комментарии
1. ↑  Для датировки событий, происходивших в Российской империи, используется юлианский календарь («старый стиль»).